# 溫哥華市中心

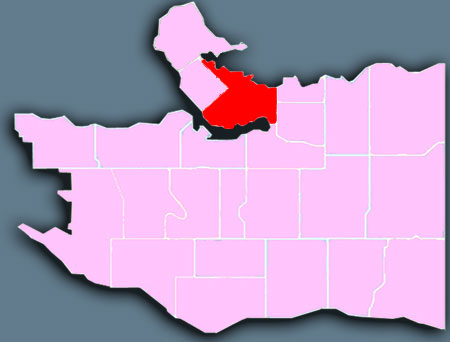
溫哥華市中心於溫哥華市內的位置

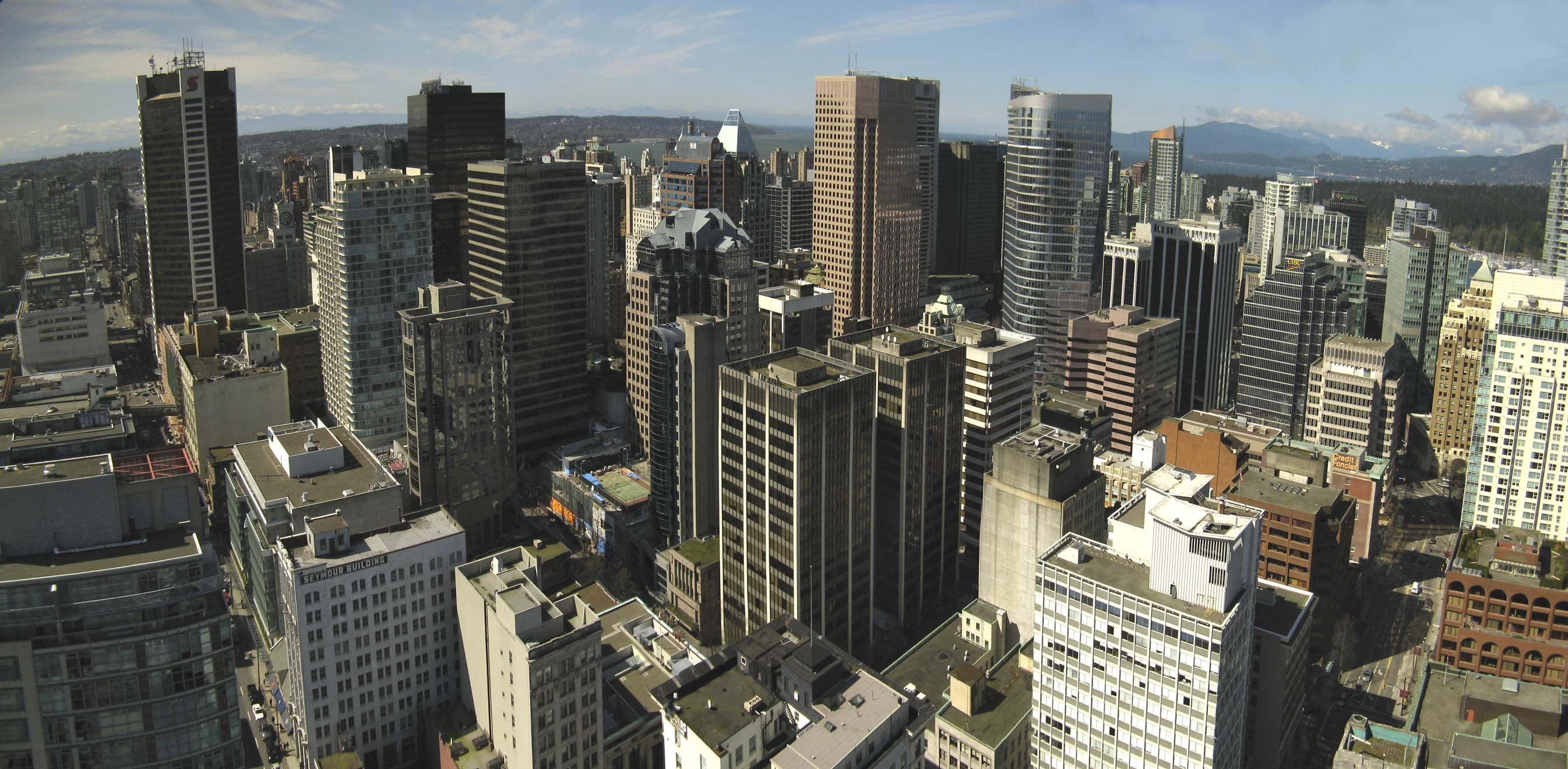
從海港中心觀景台眺望市中心建築群

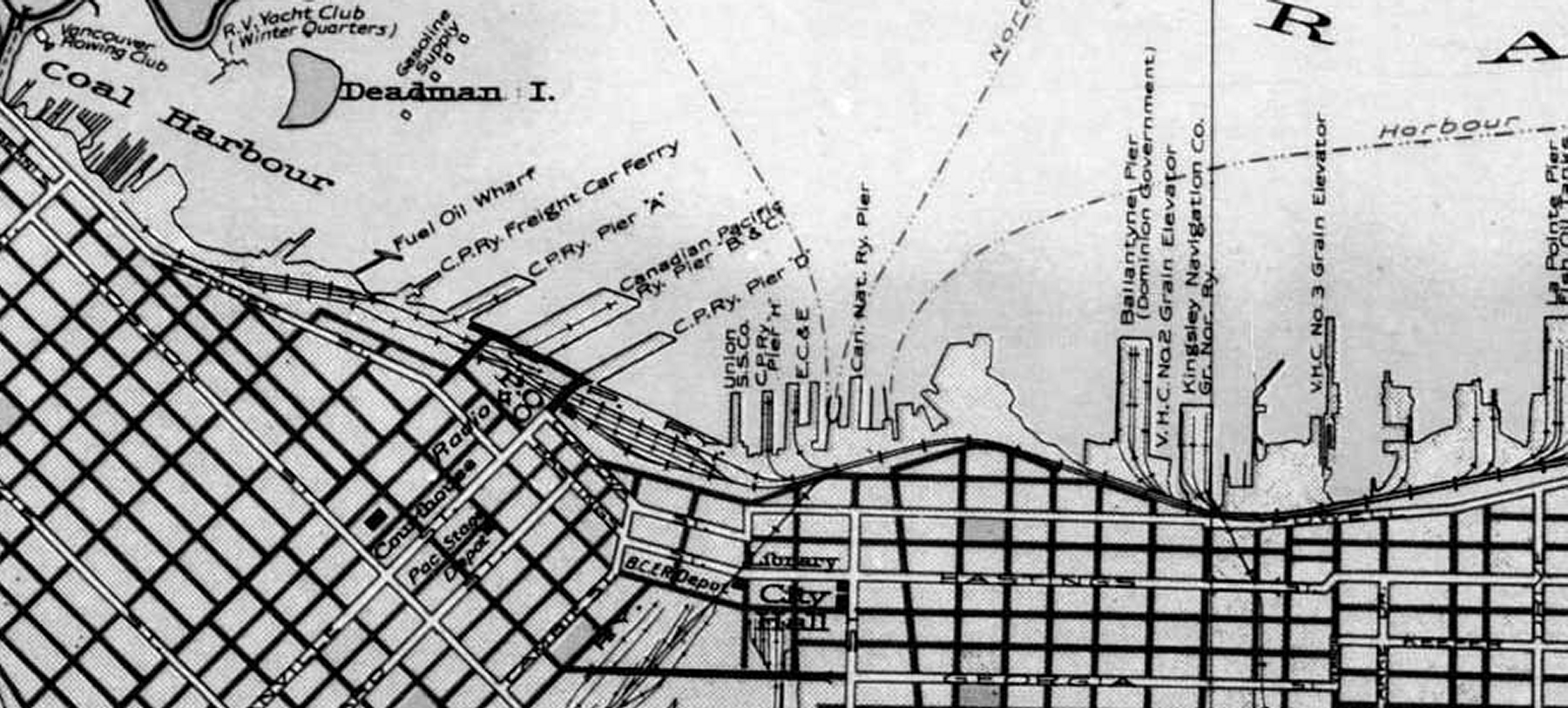
1929年溫哥華市中心地圖

溫哥華市中心（英語：Downtown Vancouver）位於加拿大卑詩省溫哥華市中北方，是大溫哥華地區以至低陸平原的商業、金融和文娛中心。市中心座落於布勒半島，佔地3.75平方公里，北臨布勒內灣、西鄰史丹利公園和西端區、南至福溪、東面與市中心東端和士達孔拿為鄰。坊間常將西端區和史丹利公園當成市中心一部分，但市政府對市中心的官方定義並不涵蓋該兩處地方。
市中心除了辦公大樓外，也有大量多層住宅樓房，尤以耶魯鎮和高豪港沿岸一帶為甚。市中心其他近鄰社區包括加蘭護行人專區、市中心南部、煤氣鎮、日本城和華埠。

## 歷史
溫哥華開埠初期的市中心位於卡路街至緬街的一段喜士定街上（即現市中心東端一帶），而現市中心當時則是政府贈予加拿大太平洋鐵路公司（CPR）的土地，作為興建鐵路連接加拿大東西兩端的回報，CPR遂於其贈地内豪街的盡頭（即現濱海站附近）興建其西岸總站。CPR深知集團未來的利潤將有一大部分來自出售該片土地從而套現，因此積極游說權力機關和富商到此置業，以提升該帶的形象並推高地價。CPR並計劃將佐治街夾加蘭護街一帶打造成溫哥華的核心地段，於1886年（即溫哥華正式設市同年）在這個街角修建第一代溫哥華酒店。在CPR的催谷下，該帶出現一片建築潮，更為日後市中心西移埋下伏綫。路面電車服務於1890年開通，而該帶於一戰結束後的發展更為顯著。但建築潮隨著1929年股災引發經濟大蕭條而停頓，市中心在往後30多年亦沒有太大轉變。
市政府曾於1960年代建議在市内興建高速公路連接市中心和北岸、東區和南區等地，令華埠、士達孔拿和煤氣鎮内多座建築物面臨清拆厄運。該三區的居民和商戶於是聯手反抗公路計劃，遂於1968年逼使市政府放棄計劃。經此一役，華埠和煤氣鎮於1971年獲省政府列為歷史城區。公路計劃取消後，市政府有感市中心道路網的運載量有限，有需要限制進出市中心的汽車流量，因此於1974年將奶路臣街至喜士定街的一段加蘭護街劃為巴士和行人專用區。洛遜廣場法院建築群於1977年落成，為市中心心臟地帶帶來寶貴的公共空間。在1986年世界博覽會舉行前夕，市中心周邊的前工業用地重新發展，卑詩體育館和加拿大廣場等建築相繼落成，架空列車捷運系統也開通，為市中心帶來一片新氣象。
世博過後，其會址發展成高密度住宅區，市中心亦從純商業區演變成商住兩用的社區。然而，近年發展商一窩蜂在市中心興建住宅樓宇，令區内的商住發展出現不平衡現象。

## 交通

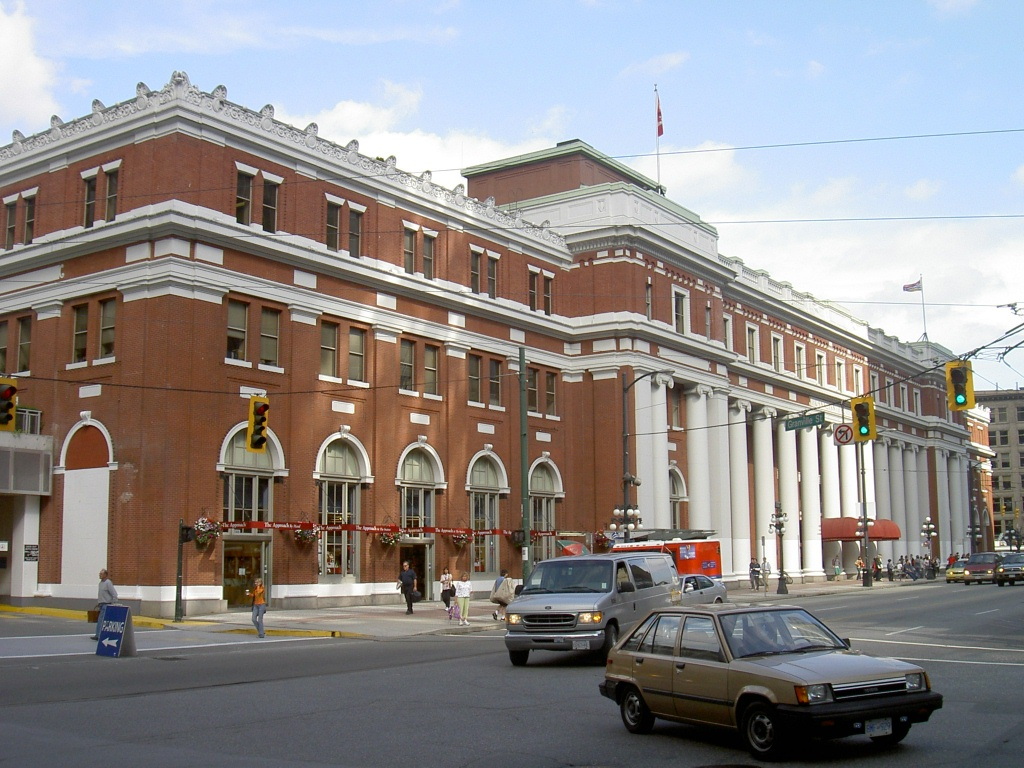
濱海站

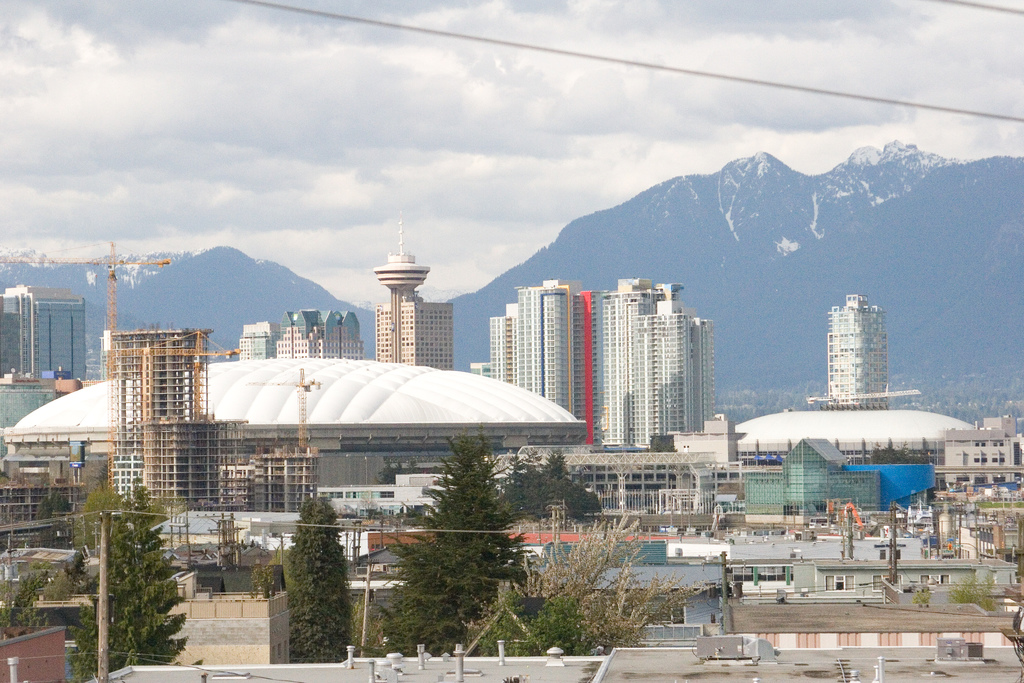
改建前的卑詩體育館（左）和羅渣士體育館

市中心三面環水，為對外交通帶來制肘。四條行車橋樑連接市中心和其他地區：獅門橋向北通往西溫和北溫，而布勒橋、加蘭護街橋和甘比橋則向南通往福溪南岸地區。
運輸聯線旗下多項公共交通服務均在市中心設站。架空列車博覽線和加拿大線從市中心對外伸延至本拿比、素里和列治文等地，西岸快車通往大溫地區東部和菲沙河谷，而海上巴士則橫渡布勒内灣連接市中心和北溫市。以上各交通服務均停靠濱海站，令其成為市中心的公共交通樞紐。此外，運輸聯線亦營運多條巴士綫連接市中心和溫市其它地區及大溫其它城鎮。
市政府亦有意將行駛福溪南岸的市中心電車從現時位於緬街的總站經華埠伸延至史丹利公園。現時此計劃還在紙上談兵階段，尚未落實執行。

## 文康設施
市中心東南方福溪沿岸為溫哥華兩座主要體育場館所在，分別為國家冰球聯盟溫哥華加人的主場羅渣士體育館，和加拿大足球聯賽卑詩雄獅（BC Lions）及美國職業足球大聯盟溫哥華白浪的主場卑詩體育館。此外，溫哥華公共圖書館總館、溫哥華美術館、奧芬劇院及伊利沙伯女皇劇院等文娛設施也座落市中心。

## 人口數據
市中心於1991年有8880名居民，到2006年上升至43415名居民。介乎20至39歲的居民佔區内居民47.9%。區内居民有56.2%以英語為母語，其次為中文（14.4%）。

## 外部連結
- （英文）Downtown | City of Vancouver （页面存档备份，存于）－溫哥華市政府網站 市中心頁面

49°17′03″N 123°07′16″W / 49.28417°N 123.12111°W